# Rasa de Sant Climenç
La Rasa de Sant Climenç és un torrent del Solsonès afluent per la dreta de la Riera de Sanaüja. Neix al vessant sud-oest del Serrat de Sant Iscle. De direcció predominant cap al sud, passa a tocar del costat de llevant del poble de Sant Climenç realitzant tot el seu curs dins del terme municipal de Pinell de Solsonès. La seva xarxa hidrogràfica consta de vuit cursos fluvials que sumen una longitud total de 8.399 m. que també transcorren íntegrament pel terme de Pinell de Solsonès.